# San Jacinto, Veracruz
San Jacinto är en ort i Mexiko.   Den ligger i kommunen Coatepec och delstaten Veracruz, i den sydöstra delen av landet, 230 km öster om huvudstaden Mexico City. San Jacinto ligger 1 234 meter över havet och antalet invånare är 199.
Terrängen runt San Jacinto är kuperad. Runt San Jacinto är det ganska tätbefolkat, med 100 invånare per kvadratkilometer. Närmaste större samhälle är Xalapa, 6,6 km nordost om San Jacinto. I omgivningarna runt San Jacinto växer i huvudsak städsegrön lövskog.